# Израильско-мальдивские отношения
Израильско-мальдивские отношения — международные отношения между Израилем и Мальдивами. Дипломатические отношения между двумя странами существовали в период с 1965 по 1974 год. В 2012—2017 гг. страны сотрудничали в различных сферах без установления полноценных дипломатических отношений. В настоящее время официальных дипломатических отношений между двумя странами нет.

## История
Будучи сильными сторонниками образования палестинского государства, Мальдивы, тем не менее, не поддерживали ранние призывы исключить Израиль из ООН.
Мальдивы установили дипломатические отношения с Израилем в 1965 году, однако разорвали их в 1974.
В 2005 году Мальдивы выступили ко-спонсором резолюции США об увековечивании событий Холокоста. В 2007 году они также поддержали продвигаемую США резолюцию об осуждении отрицания Холокоста. В ответ на подписание Соглашений в Осло, Мальдивы ослабили запреты на связи частного сектора с Израилем.
С 1978 года по 2008 между двумя странами не было официальных отношений. В 2008 году новый президент Мальдив Мохамед Нашид объявил, что хотел бы установить дипломатические отношения с Израилем во время произнесения речи на Генеральной Ассамблее ООН. Это решение было принято в Мальдивах с некоторой оппозицией. 25 сентября 2009 года Мальдивы восстановили дип. отношения с Израилем, через 15 лет после их заморозки.
В мае 2011 года глава мальдивского МИДа Ахмед Насим (англ. Ahmed Naseem) стал первым в истории высокопоставленным мальдивским чиновником, который посетил Израиль. Возобновлённые связи между двумя странами, однако, тогда так и не переросли в полноценные дипломатические отношения.
Во время военной операции Израиля «Нерушимая скала» (2014) в Газе, во время которой погибло более 500 палестинцев, 22 июля Мальдивы заявили, что будут бойкотировать израильские товары и заморозили двусторонние соглашения в сфере здравоохранения, культуры, образования и туризма до тех пор, пока Израиль не прекратит операцию в секторе.
В июле 2018 года мальдивский президент Абдула Ямин прекратил все соглашения о сотрудничестве с Израилем.
В январе 2022 года портал «Middle East Monitor» со ссылкой на «The Times of Israel» сообщил, что Мальдивы и Коморские острова могут стать следующими странами (после подписания т. н. «Авраамовых соглашений»), с которыми Израиль установит дипломатические отношения.
В ноябре 2023 года депутаты мальдивского парламента выдвигали законопроекты, запрещающие израильтянам въезд на территорию Мальдивских островов. СМИ не сообщают, был ли этот закон принят и вступил ли он в силу.

## Авиасообщение и туризм
Запрет на посещение Мальдив израильтянами был снят только в начале 1990-х годов.
В 2023 году примерно 11 000 израильтян посетили Мальдивы с туристическими целями. Это примерно 0,6 % от всех посетивших острова туристов.
В июне 2024 года правительство Мальдив объявило о том, что владельцам израильских паспортов будет закрыт въезд в страну. После этого израильский МИД выпустил рекомендацию гражданам Израиля воздержаться от посещения этой страны, даже если они пересекают границу по паспорту третьего государства; находящимся на Мальдивах израильтянам было рекомендовано их немедленно покинуть. Этот запрет был вскоре отменён, так как под него попадали и израильские арабы, которые въезжали в страну также по израильскому паспорту.
В середине апреле 2025 года мальдивский президент Мухаммад Муиззу подписал принятый парламентом закон, запрещающий въезд израильтян на территорию островного государства. Запрет на въезд израильтян был поддержан в парламенте страны как коалицией, так и оппозицией. Согласно официальным данным, в феврале 2025 года Мальдивы приняли 214 000 туристов, среди которых было всего 59 граждан Израиля. Из конечной формулировки закона был изъят пункт, по которому запрещалось посещение страны израильтян с двойным гражданством — таким образом израильтяне могут посетить Мальдивы, если они пересекают границу по паспорту другого государства.